# Juliette Powell
Pour les articles homonymes, voir Powell.
Juliette Powell, née le 22 juin 1970 à New York où elle meurt le 3 juin 2025, est une experte en médias américano-canadienne, éthicienne des technologies, conseillère en affaires, auteure et détentrice de titres de concours de beauté, couronnée Miss Canada en 1989, première Noire canadienne à remporter ce concours,.

## Biographie

### Jeunesse
Juliette Powell est née à Manhattan, New York en 1971 et a déménagé à Montréal, Québec avec sa mère franco-canadienne à l'âge de huit ans. Au lycée, elle excellait dans les cours de mathématiques et de sciences et nageait deux fois par semaine. Elle a déclaré qu'elle se voyait comme une élève timide et impopulaire.
Son aventure dans le monde des concours de beauté commence par son indignation lorsqu'elle entend une rumeur selon laquelle la gagnante de la deuxième place du concours Miss Montréal avait obtenu un meilleur score que la gagnante de la première place, mais que les juges ne l'avaient pas acceptée comme la gagnante parce qu'elle était noire. Elle a déclaré qu'elle ne voulait pas être une reine de beauté mais qu'elle voulait prouver un point lorsqu'elle a participé au concours Miss Montréal, entrant ensuite et remportant finalement le concours de Miss Canada en 1989. Pendant cette période, elle a également étudié le commerce au Collège Vanier, obtenant son diplôme en 1992.

### Carrière
Après son règne en tant que Miss Canada, y compris sa représentation du pays au Miss Univers 1989, Juliette Powell est figurante dans quelques vidéoclips québécois dont Rappeur chic de Le Boyfriend, et Dis-moi, dis-moi de Mitsou. Elle rejoint MusiquePlus en 1992 en tant que VJ, tout en étudiant finance et commerce à l’Université McGill. Elle prend le relais de l'émission Rock Velours après le départ de Sonia Benezra pour TQS, ainsi que l'émission de musique dance Bouge de là!,. Elle obtient un petit rôle dans la mini-série québécoise Jasmine diffusée au printemps 1996. La même année, elle déménage à Toronto, où elle rejoint MuchMusic et devient l'animatrice de Electric Circus (en) et French Kiss, tout en étudiant économie à l’Université de Toronto.
En 1999, Powell rejoint la chaîne CP24 en tant que journaliste économique et fonde la société de médias et de conseil Powell International Entertainment Inc. (PIE Inc.) qui a produit des documentaires avec des personnalités telles que Nelson Mandela, Rubin 'Hurricane' Carter, Sir Richard Branson, Tim Burton, Steven Spielberg, Tom Cruise, Janet Jackson, Tina Turner, et le prince Charles,.
En 2001, elle coécrit la section des médias pour le Plan d'Action des Nations Unies pour la Conférence mondiale contre le racisme. Cela marque le début de son rôle consultatif continu avec des institutions internationales qui incluent les Nations Unies, le Forum économique mondial, et la Banque mondiale, entre autres. En 2011, elle collabore avec l'E-G8, une extension du Sommet du G8, créée pour informer les dirigeants du G8 sur l'avenir de l'internet et de la société connectée.
Les écrits de Powell ont d'abord gagné en notoriété avec son livre de 2009 33 Million People in the Room: How to Create, Influence and Run a Successful Business using Social Networking (Financial Times Press,  (ISBN 978-0-13-715435-7)). Ses premières publications sur les applications commerciales des médias sociaux ont été traduites en chinois, coréen, allemand, portugais et espagnol.
Les commentaires en direct de Juliette Powell sur NBC, CNN, ABC, BBC, BNN et ses apparitions à la télévision combinées avec des chroniques pour Bloomberg ont soulevé des questions éthiques et commerciales liées aux médias sociaux, y compris la confidentialité, la cybersécurité et les biais. Elle est devenue une conférencière fréquente et une collaboratrice médiatique examinant les implications des Big Data. En 2016, elle donne une conférence TED sur les biais inconscients lors de l'événement TEDx St Louis Women intitulé It's About Time We Challenge Our Unconscious Biases.
Juliette Powell traduit ensuite son diplôme canadien en un diplôme reconnu aux États-Unis, obtenant son diplôme de Bachelor of Arts en sociologie summa cum laude et rejoignant la société d'honneur Phi Beta Kappa. Ses recherches de thèse, “The Limits and Possibilities in the Self-Regulation of Artificial Intelligence”, ont été basées sur ses consultations avec Intel Labs et d'autres entreprises multinationales et ont ensuite servi de fondement à son livre The AI Dilemma.
En 2021, Juliette a rejoint la faculté du programme de Télécommunications interactives de l'Université de New York, enseignant des cours à l'intersection des médias, de la technologie et de l'éthique.
Juliette Powell meurt à New York le 3 juin 2025, à l'âge de 54 ans.